# Finlands Fackförbunds Centralorganisation
Finlands Fackförbunds Centralorganisation, förkortat FFC (fi: Suomen Ammattiliittojen Keskusjärjestö, SAK), är den största fackliga centralorganisationen för 21 fackförbund i Finland. Organisationen bildades 1969 då de två tidigare centralorganisationerna SAK (1930–1969) och SAJ (1960–1969) slogs samman. Från organisationens sida ser man dock sig själva som fortsättningen på Finlands första fackliga centralorganisation Finlands Landsorganisation (SAJ 1907–1930). De 21 medlemsförbunden representerar tillsammans över 1 miljon medlemmar, vilket utgör omkring en femtedel av Finlands befolkning.
De två andra fackliga centralorganisationerna i Finland heter Tjänstemannacentralorganisationen (FTFC) och Akava. FFC:s viktigaste förhandlingspartner är Finlands Näringsliv som representerar majoriteten av de finländska arbetsgivarna. FFC har utmanats av Allmänna arbetslöshetskassan (YTK) som är en oberoende arbetslöshetskassa som strävar efter lägre avgifter än övriga kassor.
FFC ger ut två medlemstidningar. De finska medlemmarna får den finskspråkiga medlemstidningen Palkkatyöläinen och de finlandssvenska medlemmarna får den svenskspråkiga medlemstidningen Löntagaren.

## Historia
Det första fackförbundet i Finland var Finlands Typografförbund som bildades 1894. Den 15–17 april 1907 bildades den första centralorganisationen, Finska landsorganisationen. Under året anslöt sig 18 medlemsförbund till landsorganisationen. Landsorganisationen upplöstes 1930 efter påtryckningar från Lapporörelsen men redan efter ett par månader grundades ett nytt förbund, Finlands Fackföreningars Centralförbund.
Under åren 1960–1969 verkade två fackliga centralorganisationer sida vid sida: Finlands Fackföreningars Centralförbund och Landsorganisationen i Finland. Dessa hade inbördes motsättningar som kan sammanfattas som en strid mellan socialdemokrater och kommunister. De slogs dock samman 1969 till Finlands Fackförbunds Centralorganisation.

## Organisation och medlemmar
FFC representerar genom sina 21 medlemsförbund över en miljon arbetare i Finland. 53 procent av medlemmarna än män och 47 procent kvinnor. En fjärdedel arbetar inom offentlig sektor, en tredjedel inom servicesektorn och varannan i industrin. Omkring 100 000 är aktivt engagerade inom den fackliga verksamheten. FFC har åtta svenskspråkiga fackliga lokalorganisationer i Lovisa, Borgå, Västra Nyland, Åland, Närpes, Vasanejden, Jakobstad och Karleby. Den svenska verksamheten koordineras av FFC:s svenska sekretariat.
Organisationen har sin bas i medlemsförbunden. Förbunden har i sin tur fackavdelningar och fackavdelningarna på samma ort bildar fackliga lokalorganisationer. Högsta beslutande organ är kongressen som sammanträder vart femte år; tiden däremellan styr fullmäktige organisationen. På kongressen väljs styrelse, fullmäktige, ordförande och revisorer. Nuvarande ordförande heter Jarkko Eloranta.
FFC är medlem i Internationella fackliga samorganisationen, Europeiska fackliga samorganisationen, Nordens Fackliga Samorganisation och OECD:s rådgivande organ TUAC. Man har även ett fackligt kontor i Bryssel (Löntagarorganisationernas EU-kontor) tillsammans med FTFC och Akava.

### Medlemsförbund

#### Transport
- Bil- och Transportbranschens Arbetarförbund(fi) (AKT)
- Finlands post- och logistikunion(fi) (PAU)
- Finlands trafikflygarförbund(fi) (SLL)
- Järnvägsunionen(fi) (RAU)
- Luftfartsunionen(fi) (IAU)
- Sjömans-Unionen(fi) (SM-U)

#### Industri
- Byggnadsförbundet(fi)
- Elbranschernas fackförbund(fi)
- Finlands Livsmedelsarbetareförbund(fi) (SEL)
- Industrifacket (Finland)(fi)
- Pappersförbundet(fi)

#### Offentlig sektor
- Förbundet för den offentliga sektorn och välfärdsområdena(fi) (JHL)
  - Fängelsetjänstemännens förbund(fi) (VVL)
  - Gränssäkerhetsunionen(fi)
  - Tullförbundet(fi)
  - Underofficersförbundet(fi)

#### Enskild tjänstesektor
- Fackförbundet för teater och media(fi) (Teme)
- Finlands Elitidrottares Union(fi) (SHU)
- Finlands Musikerförbund(fi)
- Servicefacket PAM(fi)

#### Journalistförbund
- Allmänna journalistförbundet(fi) (YLL)
- Finlands socialdemokratiska journalistförbund(fi) (SSSL)